# Nova Vulgata

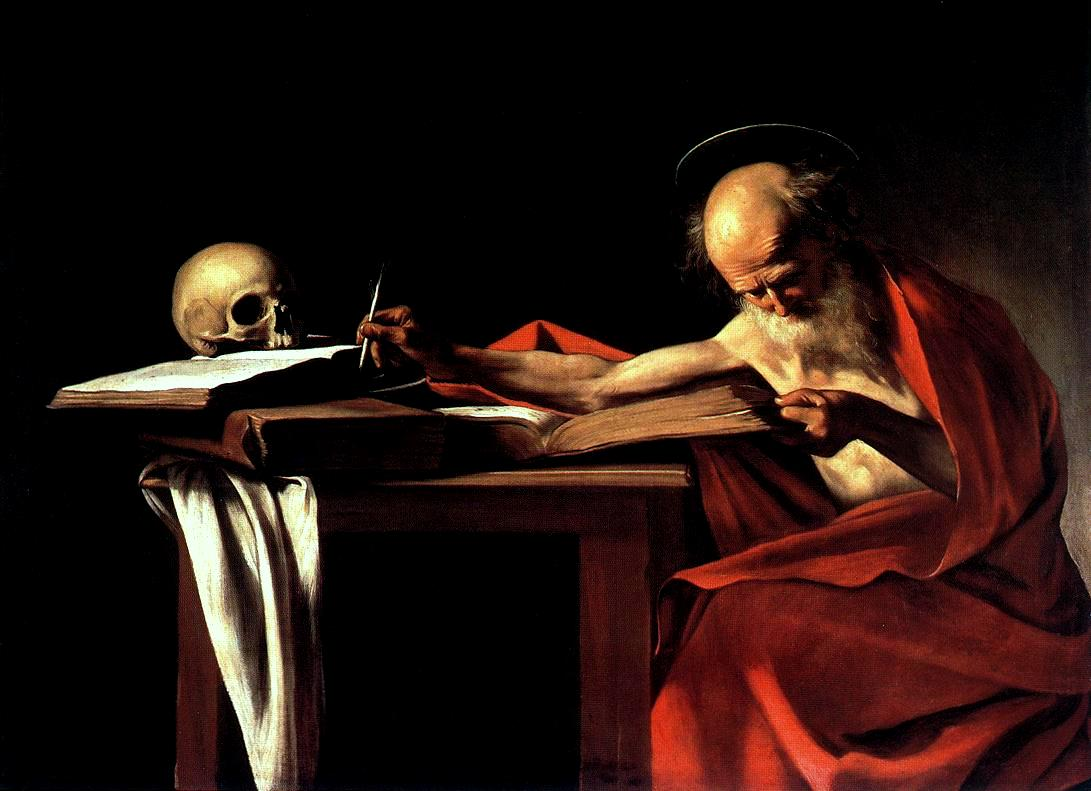
San Gerolamo, autore della Vulgata, dipinto di Michelangelo Merisi

La Nova Volgata o Neovolgata (titolo completo: Bibliorum Sacrorum Nova Vulgata Editio) è una moderna revisione della Vulgata, la traduzione della Bibbia in lingua latina considerata ufficiale dalla Chiesa cattolica.

## Storia
Nel 1965, verso la conclusione del Concilio Vaticano II, papa Paolo VI commissionò una revisione della Vulgata in accordo con i moderni criteri esegetici e filologici. Il lavoro si basò sull'edizione critica del 1907 pubblicata da papa Pio X. Il primo volume della Nova Vulgata ad essere pubblicato fu Libro dei Salmi, edito nel 1969; l'intero testo fu completato nel 1979. A partire da tale data l'edizione costituisce la versione ufficiale per la liturgia latina della Chiesa Cattolica. 
Nel 2001, nel documento ufficiale della Santa Sede De usu linguarum popularium in libri liturgiae Romanae edendis venne ribadita la centralità del testo latino della Nova Vulgata, al quale le traduzioni bibliche nelle varie lingue nazionali dovevano fare riferimento: 
(Congregazione per il culto divino e la disciplina dei sacramenti, Comunicato stampa per la presentazione dell'istruzione Liturgiam authenticam, 7 maggio 2001)

## Contenuto
La Nova Vulgata non contiene i libri apocrifi Terzo e Quarto di Esdra, la Preghiera di Manasse e il Salmo 151, che già nell'edizione Clementina erano stati collocati in appendice. Il testo di Tobia e Giuditta è tratto dalla Vetus Latina, invece che dalla traduzione di Girolamo.

## Ermeneutica biblica
Circa la metodologia traduttiva, per tutti i libri la versione latina viene armonizzata con le edizioni critiche dei testi originali in ebraico, aramaico, greco. In alcuni casi, però, la Nova Vulgata opta per traduzioni ad sensum, a discapito del testo originale. Ad esempio, in 1Re 21,13 il termine ebraico ברך (brk), che letteralmente significa benedetto, ha in realtà il significato opposto, maledetto: per gli scrittori ebraici infatti era impensabile l'idea di maledire Dio, per cui qualora avessero dovuto scrivere "maledire Dio", avrebbero in realtà scritto "benedire Dio", lasciando al contesto il compito di indicare al lettore che si tratta di una maledizione, benché il termine parli letteralmente di una benedizione. Ne possono derivare pertanto due diverse letture, entrambe esatte a seconda del presupposto ermeneutico adottato:
- [VULGATA] benedixit Naboth Deo et regi (traduzione aderente al testo dell'originale);
- [NOVA VULGATA] maledixit Naboth Deo et regi (traduzione aderente al senso dell'originale).

È ovvio che questo tipo di interpretazione del testo va applicato con estrema perizia e cautela, per non correre il rischio di stravolgerne il senso e di immettere nel testo biblico dei significati che esso non ha.